# Люк Блек
Лука Іванович (серб. Лука Ивановић, 18 травня 1992, Чачак), відомий як Люк Блек (англ. Luke Black) — сербський співак та автор пісень. Він став першим сербським артистом, який підписав контракт із Universal Music Group, з допомогою якого випустив свої чотири мініальбоми. Представляв Сербію на Пісенному конкурсі Євробачення 2023 в Ліверпулі з піснею «Samo mi se spava» («Я просто хочу спати»), де посів 24 місце з 30 балами.

## Життєпис

### Раннє життя
Лука Іванович народився 18 травня 1992 року в місті Чачак, Югославія. Він проявив інтерес до музики у віці 12 років, коли почав писати тексти пісень, а пізніше, у віці 16 років, складати музику та писати аранжування. Після закінчення середньої школи в Чачаку він переїхав до Белграда, щоб вивчати англійську мову та літературу.
Іванович каже, що частина його сценічного псевдоніму «Люк» походить від англізації його імені, тоді як «Блек» — від того, що він, будучи підлітком, оголосив сорокаденний траур з приводу «смерті сербської музичної сцени».

## Кар'єра

### 2014—2018 роки
Кар'єра Луки почалася, коли виконання його пісні «D-Generation» помітили представники Universal Music Group, запропонувавши йому контракт на запис. У 2014 році Блек випустив свій перший сингл «Nebula Lullaby» через Spinnap. У травні того ж року відбувся його перший живий виступ у Белградському молодіжному центрі в рамках фестивалю Gruvlend, який організувала Zemlja Gruva для популяризації нових талантів. «D-Generation» був офіційно випущений у лютому 2015 року як головний сингл дебютного мініальбому. Кліп на сингл було завантажено через Vevo. Після цього в травні 2015 року вийшов другий сингл — «Holding on to Love». Мініальбом Thorns зрештою вийшов 18 вересня 2015 року під лейблом Universal. Наступного місяця його рекламували на фестивалях Waves Vienna та Tvornica kulture в Загребі, де Блек виступив на розігріві гурту Lust For Youth.
У травні 2016 року Блек випустив окремий сингл «Demons», спродюсований Venza з Іспанії. Пісня також була подана для представлення Сербії на Пісенному конкурсі Євробачення 2016 у Стокгольмі, але мовник країни зрештою обрав «Goodbye (Shelter)» у виконанні Сані Вучич. У червні для просування синглу Люк відправився в сольний тур Китаєм з виступами в Пекіні, Шанхаї та Гуанчжоу.
У квітні 2017 року він виступав на показі мод під час Берлінського тижня альтернативної моди, який проходив у нічному клубі Berghain. Там він оголосив про вихід свого синглу «Walpurgis Night», спродюсованого шведом Оскаром Фогельстремом. Перероблені версії «Demons» і «Walpurgis Night» були додані до другого мініальбому Блека Neoslavic, який вийшов у липні 2018 року. Пізніше того ж року Люк на невизначений термін взяв перерву в музиці.

### 2021-дотепер: повернення до музики та Євробачення
У квітні 2021 року Блек самостійно випустив сингл «A House on the Hill», який увійшов до його нового мініальбому F23.8.
У січні 2023 року він був оголошений одним із учасників сербського національного відбору на Пісенний конкурс Євробачення 2023, Pesma za Evroviziju '23, з піснею «Samo mi se spava». 1 березня Блек виступив у першому півфіналі, де посів шосте місце і, таким чином, кваліфікувався до фіналу. Згодом, 4 березня, «Samo mi se spava» отримала найбільше балів із шістнадцяти фіналістів, що принесло Люку перемогу на нацвідборі та право стати представником Сербії на Євробаченнт в Ліверпулі.

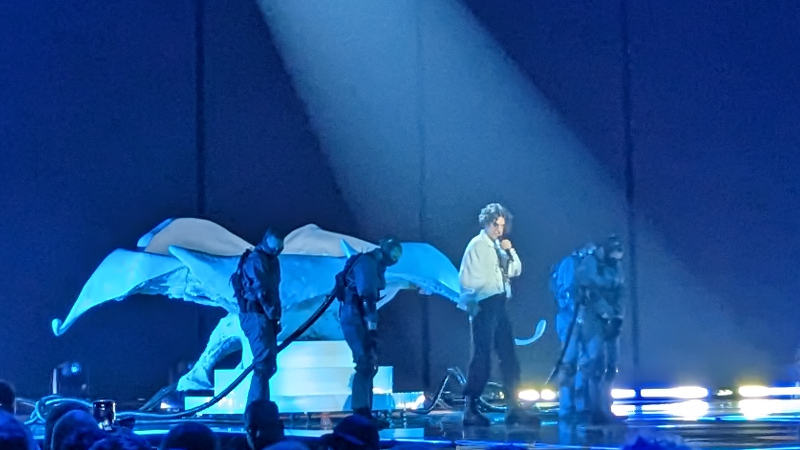
Люк Блек на сцені Євробачення 2023

9 травня він виступив третім у першому півфіналі Євробачення і пройшов до фіналу з 10 місця. Блек присвятив виступ жертвам розстрілу в белградській школі. У фіналі конкурсу він виступив п'ятим і в підсумку досяг 24 місця з двадцяти шести з 30 очками. Сербський медіа-портал Nova.rs назвав низьким місце Люка на Євробаченні порівняно з приголомшливим успіхом і визнанням попередньої сербської участі — Констракти, та пов'язував це з відсутністю підтримки з боку сербської громадськості, технічними проблемами у півфіналі з боку BBC, а також покладав провину на саму пісню.
29 лютого, Блек відкрив 2 семі-фінал Pesma za Evroviziju '24 з повторенням його переможної пісні з минулого року "Samo mi se spava". В наступному інтерв'ю він оголосив про вихід свого першого повноцінного альбому, "Chainsaws in Paradise", 24 травня після чого відбувся тур Великою Британією, Польщею та Фінляндією.
Під час перерви голосування, Блек виконав подовжену версію "God's too cool" та виконав прем'єру пісні альтернативного металу "Chainsaws in Paradise", яка була заголовним треком його майбутнього альбому. Сінгл був випущений того ж самого дня. Блек випустив ще два сінгла з Chainsaws in Paradise у наступні місяці, "Winter Dahlia" 25 квітня та "Drinking Jack With Daddy" 8 травня.

## Особисте життя
Люк Блек є геєм. У 2018 році Лука переїхав до Лондона, де здобув ступінь магістра в галузі музичного продюсування. Він продовжує жити в Лондоні, де працював графічним дизайнером для звукозаписного лейбла.

## Дискографія

### Мініальбоми (EP)
- Thorns (2015)
- Holding On To Love Remix (2015)
- Neoslavic (2018)
- F23.8 (2023)

### Сингли
| Назва                                      | Рік  | Найвища позиція в чарті | Альбом            |
| Назва                                      | Рік  | CRO                     | Альбом            |
| ------------------------------------------ | ---- | ----------------------- | ----------------- |
| «Nebula Lullaby»                           | 2014 | —                       | Сингл без альбому |
| «D-Generation»                             | 2015 | —                       | Thorns (EP)       |
| «Holding on to Love»                       | 2015 | —                       | Thorns (EP)       |
| «Jingle Bell Rock / Nebula Lullaby»        | 2015 | —                       | Сингл без альбому |
| «Demons»                                   | 2016 | —                       | Сингл без альбому |
| «Walpurgis Night»                          | 2017 | —                       | Neoslavic (EP)    |
| «Olive Tree»                               | 2017 | —                       | Neoslavic (EP)    |
| «Frankensteined»                           | 2019 | —                       | Сингл без альбому |
| «A House on the Hill»                      | 2021 | —                       | F23.8 (EP)        |
| «Amsterdam»                                | 2021 | —                       | F23.8 (EP)        |
| «Heartless»                                | 2021 | —                       | F23.8 (EP)        |
| «Samo mi se spava»                         | 2023 | 25                      | Сингл без альбому |
| «—» означає, що сингл не увійшов до чарту. |      |                         |                   |